# Gwendolyn Rutten
Gwendolyn Angeline Albert Maria Rutten (Hasselt, 26 giugno 1975) è una politica belga fiamminga, membro dei Liberali e Democratici Fiamminghi Aperti
È stata la candidata alla presidenza dell'Open VLD nell'ottobre 2009 con il 27,9% dei voti, è stata battuta da Alexander De Croo (35,7%). È stata eletta nel dicembre 2012 a capo del partito.

## Biografia
Gwendolyn Rutten ha studiato giurisprudenza e politica internazionale presso la Katholieke Universiteit Leuven. È stata collaboratrice nel gabinetto dell'ex presidente VLD Karel De Gucht. Ha quindi lavorato come addetta stampa per l'European Data Protector (EDPS). Dal 2005 al 2009 è stata a capo della politica generale del gabinetto del ministro fiammingo Fientje Moerman, dell'allora ministro del bilancio e delle finanze Dirk Van Mechelen. A partire dal 2007, è consigliera comunale ad Aarschot. Rutten è membro del consiglio di amministrazione della Fondazione Re Baldovino. Nel 2010 è stata eletta membro del parlamento federale per la Camera dei rappresentanti e poi nel 2014 membro del Parlamento fiammingo.